# دخل حسب الهدف
"الدخل حسب الهدف" أو "حسب المسار" هو مصطلح غالبًا ما يظهر في إعلانات الوظائف، وخاصةً بالنسبة لموظفي المبيعات. قد يتكون هيكل الأجر النموذجي من الراتب الأساسي زائد مبلغٍ إضافي من العمولة. وعادةً ما تنطوي حزمة الدخل على عقدٍ بين الشركة وموظف المبيعات يضمن نسبة عمولةٍ محددة ودفعةً كاملة ثابتة، أو مزيجًا من الاثنين معًا، شريطة أن يحرز موظف المبيعات الأهداف المحددة للمبيعات. ومع أن للعمولات أشكالاً فريدة مختلفة، إلا أنه في كثيرٍ من الأحيان يؤدي تجاوز حجم المبيعات المستهدفة إلى معدلات عمولة أكبر على المبيعات التي تتخطى الحجم المستهدف لفترة محددة.
ومن ناحيةٍ أخرى، يمكن أن يشير مصطلح الدخل حسب الهدف إلى جدول أجرٍ تنفيذي يتوقف على تحقيق الأهداف المحددة.